# Pont de Belle-Île

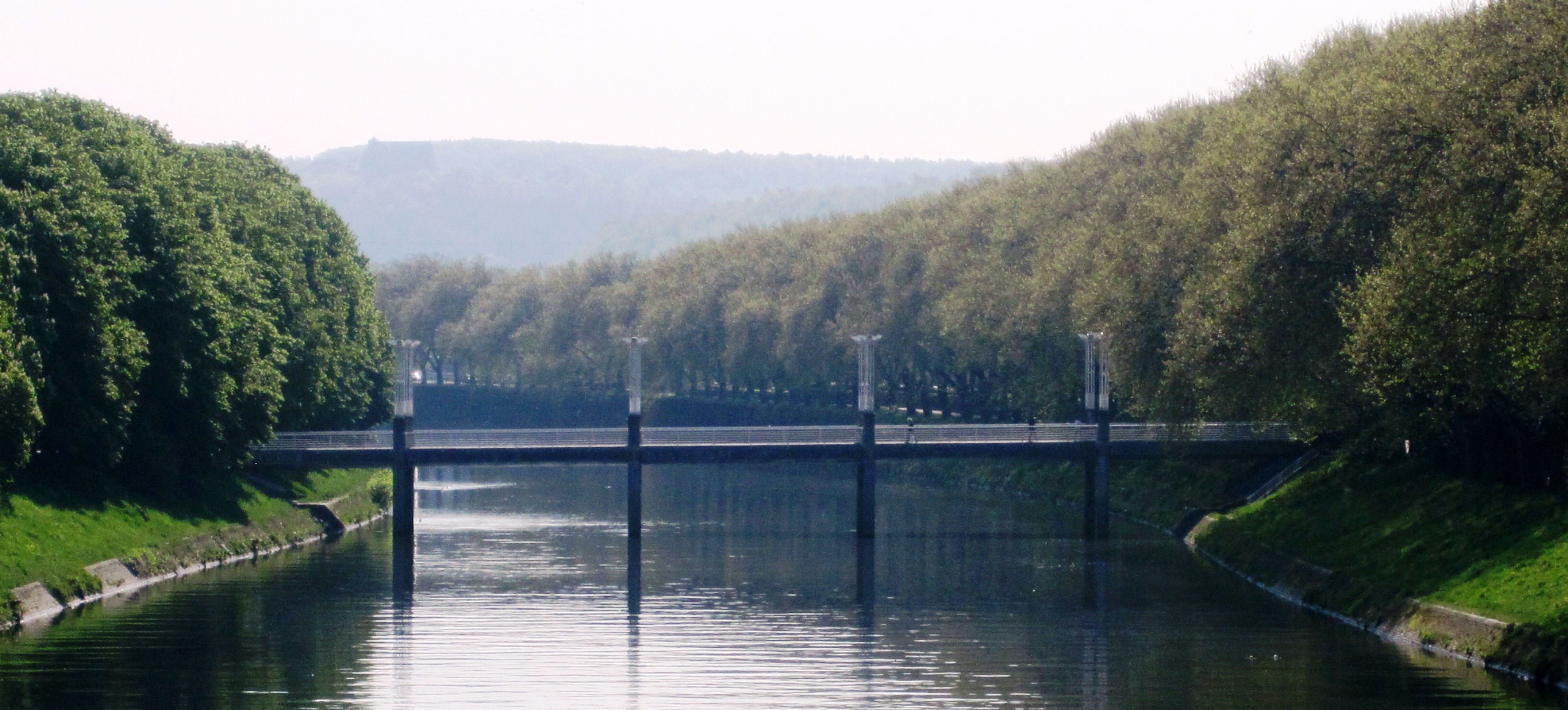
Pont de Belle-Île

De Pont de Belle-Île is een brug over de Ourthe die vanuit de Luikse wijk Vennes toegang verschaft tot het winkelcentrum Belle-Île.
Deze pijlerbrug werd in 1994 aangelegd, en in 1995 werd het winkelcentrum geopend, dat gebouwd werd op het terrein van een voormalige fabriek.
Dit winkelcentrum ligt op een eiland (Île) dat door de Maas, de Ourthe en het Ourthekanaal wordt omsloten.